# L'ispettore Vargas
L'ispettore Vargas è un film del 1940 diretto da Gianni Franciolini.
Tratto dalla commedia La sbarra di Vincenzo Tieri. È il primo lungometraggio di Franciolini.

## Trama
Un industriale è ucciso nella propria villa. Stava rientrando da un lungo viaggio, insieme ad una donna e la figlia di essa, ma in villa stavano agendo dei ladri. L'ispettore incaricato dell'indagine riconosce nelle due donne la propria moglie, da cui è separato da anni, e la figliuola che lasciò bambina. Poiché le donne, prima dell'omicidio, avevano avuto un alterco violentissimo con l'ucciso, i sospetti su di loro sono gravi. L'ispettore vincendo ogni umano sentimento di affetto, conduce obiettivamente a termine l'inchiesta, guidato solo dal senso del proprio dovere. E, fortunatamente, può dimostrare la loro innocenza: l'industriale fu ucciso da uno dei ladri.

## Distribuzione
Il film raggiunse il circuito cinematografico italiano il 18 ottobre 1940.